# Waste Management (album)
Albums de t.A.T.u.
Vessiolyïe oulybki
(2008) Waste Management Remixes
(2011)
Singles
1. Snowfalls
Sortie : 13 juillet 2009
2. White Robe
Sortie : 10 novembre 2009
3. Sparks
Sortie : 13 avril 2010

Waste Management est le troisième album studio en anglais du duo féminin russe t.A.T.u., sorti en 2009. C'est la version anglaise de l'album russe Vessiolyïe oulybki.

## Liste des titres
| 1.  | White Robe        |                   | 3:16 |
| 2.  | You and I         |                   | 3:16 |
| 3.  | Sparks            |                   | 3:09 |
| 4.  | Snowfalls         |                   | 3:15 |
| 5.  | Марсианские глаза | Marsianskie glaza | 3:10 |
| 6.  | Little People     |                   | 3:28 |
| 7.  | Waste Management  |                   | 2:04 |
| 8.  | Running Blind     |                   | 3:39 |
| 9.  | Fly on the Wall   |                   | 3:59 |
| 10. | Time of the Moon  |                   | 3:24 |
| 11. | Don't Regret      |                   | 3:09 |

| 12. | Белый плащик (Fly_Dream Remix)    | Bely plachtchik | 5:32 |
| 13. | Running Blind (Transformer Remix) |                 | 3:53 |
| 14. | Не жалей (Sniper Remix)           | Ne jaleï        | 4:58 |